# Edward Lloyd (właściciel kawiarni)

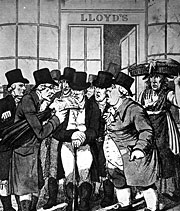
Grafika przedstawiająca kupców w Lloyd's coffee house

Edward Lloyd (ur. 1648; zm. 15 lutego 1713) – właściciel sklepu-kawiarni Lloyd’s Coffee House prowadzonego w latach 1688–1726 w Londynie, przy Lombard Street, miejsca w którym narodził się rynek oceny ryzyka i asekuracji.
Prawdopodobnie był Walijczykiem, a do Londynu przybył wraz z żoną Abigail z Canterbury w 1680 roku. Miasto przeżywało bum handlowy związany z transportem morskim. Do Londynu sprowadzano towary z całego świata, między innymi kawę. Wiele firm specjalizowało się w handlu tym towarem, a swoje siedziby otwierały pomiędzy Tower of London a Thames Street. Tutaj również, na Tower Street, Lloyd otworzył własną kawiarnię – głównie dla klientów związanych z handlem morskim, kapitanów i armatorów statków. Dla utrzymania i zwiększenia atrakcyjności swojego biznesu Lloyd regularnie wydawał Lloyd’s News, gdzie zamieszczał informacje na temat przypływających statków, ładunków, sporządzonych umów i ubezpieczeń oraz zamieszczał informacje z zagranicy. Tworząc sieć korespondentów stacjonujących w portach całej Europy, stworzył szeroką bazę informacyjną na temat umów i ubezpieczeń handlu morskiego. Pierwsza wzmianka o przedsiębiorczym właścicielu kawiarni ukazała się w „London Gazette” w 1688 roku.
W 1691 roku, gdy biznes kwitł, Lloyd przeniósł się na 16 Lombard Street, naprzeciw siedziby Królewskiej Ekspedycji, w samo serce dzielnicy kupców. Jego kawiarnia stała się głównym miejscem, gdzie odbywały się aukcje niektórych towarów (m.in. tureckiej kawy czy francuskich win), gdzie sporządzano i podpisywano umowy handlowe i – co stanowiło najważniejszą działalnością kawiarni – ubezpieczano wszystkie zawarte tam transakcje handlowe, a Lloyd nie będąc stroną kontraktów jedynie umożliwiał ich podpisanie.
Edward Lloyd zyskał wysoką pozycję społeczną, piastował ważne stanowiska, był m.in. dowódcą Constable and Questman (wczesna forma straży sąsiedzkiej) oraz radnym. W 1713 roku, 28 stycznia, Lloyd z powodu złego stanu zdrowia sporządził testament, w którym kawiarnię pozostawił w dzierżawie swojemu ówczesnemu kelnerowi, Williamowi Newtonowi. Dwa dni później Newton ożenił się z jego młodszą córką, 19-letnią Handy. Dwa tygodnie po ślubie, 15 lutego Lloyd zmarł. O jego śmierci wspomniał „Flying Post”: On Sunday last Died Mr Lloyd the Coffee-Man in Lombard Street.
Jego kawiarnia i działalność w niej prowadzona stanowiły podwalinę dla stworzenia innowacyjnego systemu informacji oraz ubezpieczeń handlu morskiego. Od jego nazwiska pochodzi nazwa największego brytyjskiego ubezpieczyciela firm, Lloyd's of London, która już w 1871 uznana została formalnie za spółkę akcyjną na podstawie jej tylko dotyczącej ustawy Parlamentu.